# 阿伯克龍比峰
81°0′S 160°9′E / 81.000°S 160.150°E
阿伯克龍比峰（英語：Abercrombie Crests），是南極洲的山峰，位於沙克爾頓海岸，處於德利昂山東南面14公里，屬於邱吉爾山脈的一部分，海拔高度1,259米，現時由南極條約體系管理。